# Pallanuoto ai XIII Giochi asiatici
Il XIII torneo asiatico di pallanuoto è stato disputato, nel corso dei XII Giochi asiatici, dal 12 al 17 dicembre 1998 a Bangkok. La capitale thailandese ha ospitato la rassegna per la quarta volta.
La competizione si è svolta in due fasi a gironi. Nella seconda fase si sono ereditati i punteggi degli scontri diretti.

I campioni in carica del Kazakistan hanno confermato il titolo conquistato quattro anni prima.

## Fase preliminare

### Gruppo A
| 12 dicembre | Singapore | 8 – 4 | Thailandia |  |

| 13 dicembre | Kazakistan | 12 – 3 | Thailandia |  |

| 14 dicembre | Kazakistan | 16 – 1 | Singapore |  |

|    | Squadra    | Punti | G | V | N | P | GF | GS | Diff |
| -- | ---------- | ----- | - | - | - | - | -- | -- | ---- |
| 1. | Kazakistan | 4     | 2 | 2 | 0 | 0 | 28 | 4  | +24  |
| 2. | Singapore  | 2     | 2 | 1 | 0 | 1 | 9  | 20 | -11  |
| 3. | Thailandia | 0     | 2 | 0 | 0 | 2 | 7  | 20 | -13  |

### Gruppo B
| 12 dicembre | Uzbekistan | 10 – 7 | Cina |  |

| 13 dicembre | Cina | 22 – 2 | Hong Kong |  |

| 14 dicembre | Uzbekistan | 27 – 3 | Hong Kong |  |

|    | Squadra    | Punti | G | V | N | P | GF | GS | Diff |
| -- | ---------- | ----- | - | - | - | - | -- | -- | ---- |
| 1. | Uzbekistan | 4     | 2 | 2 | 0 | 0 | 37 | 10 | +27  |
| 2. | Cina       | 2     | 2 | 1 | 0 | 1 | 29 | 12 | -17  |
| 3. | Hong Kong  | 0     | 2 | 0 | 0 | 2 | 5  | 49 | -44  |

### Gruppo C
| 12 dicembre | Giappone | 8 – 7 | Iran |  |

| 13 dicembre | Iran | 15 – 7 | Kuwait |  |

| 14 dicembre | Giappone | 31 – 1 | Kuwait |  |

|    | Squadra  | Punti | G | V | N | P | GF | GS | Diff |
| -- | -------- | ----- | - | - | - | - | -- | -- | ---- |
| 1. | Giappone | 4     | 2 | 2 | 0 | 0 | 39 | 8  | +31  |
| 2. | Iran     | 2     | 2 | 1 | 0 | 1 | 22 | 15 | +7   |
| 3. | Kuwait   | 0     | 2 | 0 | 0 | 2 | 8  | 46 | -38  |

## Fase finale

### Gruppo 1º - 6º posto
| 15 dicembre | Iran | 13 – 6 | Singapore |  |

| 15 dicembre | Uzbekistan | 8 – 8 | Giappone |  |

| 16 dicembre | Kazakistan | 12 – 3 | Cina |  |

| 16 dicembre | Giappone | 15 – 2 | Singapore |  |

| 17 dicembre | Kazakistan | 9 – 7 | Uzbekistan |  |

| 17 dicembre | Iran | 5 – 12 | Cina |  |

| 18 dicembre | Uzbekistan | 24 – 3 | Singapore |  |

| 18 dicembre | Giappone | 5 – 6 | Cina |  |

| 18 dicembre | Kazakistan | 15 – 3 | Iran |  |

| 19 dicembre | Cina | 20 – 1 | Singapore |  |

| 19 dicembre | Uzbekistan | 11 – 7 | Iran |  |

| 19 dicembre | Kazakistan | 12 – 4 | Giappone |  |

|    | Squadra    | Punti | G | V | N | P | GF | GS | Diff |
| -- | ---------- | ----- | - | - | - | - | -- | -- | ---- |
| 1. | Kazakistan | 10    | 5 | 5 | 0 | 0 | 64 | 18 | +46  |
| 2. | Uzbekistan | 7     | 5 | 3 | 1 | 1 | 60 | 34 | +26  |
| 3. | Cina       | 6     | 5 | 3 | 0 | 2 | 48 | 33 | +15  |
| 4. | Giappone   | 3     | 5 | 1 | 1 | 2 | 40 | 35 | +5   |
| 5. | Iran       | 2     | 5 | 1 | 0 | 4 | 35 | 52 | -17  |
| 6. | Singapore  | 0     | 5 | 0 | 0 | 5 | 13 | 88 | -75  |

### Gruppo 7º - 9º posto
| 15 dicembre | Hong Kong | 8 – 7 | Kuwait |  |

| 16 dicembre | Thailandia | 13 – 10 | Hong Kong |  |

| 17 dicembre | Thailandia | 6 – 4 | Kuwait |  |

|    | Squadra    | Punti | G | V | N | P | GF | GS | Diff |
| -- | ---------- | ----- | - | - | - | - | -- | -- | ---- |
| 1. | Thailandia | 4     | 2 | 2 | 0 | 0 | 19 | 14 | +5   |
| 2. | Hong Kong  | 2     | 2 | 1 | 0 | 1 | 18 | 20 | -2   |
| 3. | Kuwait     | 0     | 2 | 0 | 0 | 2 | 11 | 14 | -3   |

## Classifica finale
| Pos.    | Squadra    |
| ------- | ---------- |
| Oro     | Kazakistan |
| Argento | Uzbekistan |
| Bronzo  | Cina       |
| 4       | Giappone   |
| 5       | Iran       |
| 6       | Singapore  |
| 7       | Thailandia |
| 8       | Hong Kong  |
| 9       | Kuwait     |

## Fonti
- (EN) AASF - All Asian Games results (PDF), su asiaswimmingfederation.org. URL consultato il 17 marzo 2011 (archiviato dall'url originale l'11 agosto 2011).
- (EN) Todor66.com - Sport statistics Archive, su todor66.com.